# بيت سنافة (بني مطر)

تعديل مصدري - تعديل

بيت سنافة هي إحدى قرى عزلة جبل النبي شعيب بمديرية بني مطر التابعة لمحافظة صنعاء، بلغ تعداد سكانها 327 نسمة حسب تعداد اليمن لعام 2004.